# Cricklewood Green
Cricklewood Green is het vierde studioalbum van de Britse rock- en bluesband Ten Years After en wordt beschouwd als het beste studioalbum dat de band gemaakt heeft.

## Muzikanten
- Alvin Lee – zang, gitaar
- Leo Lyons – basgitaar
- Ric Lee – drums
- Chick Churchill – keyboards

## Muziek
Het album bestaat grotendeels uit stevige blues/rocknummers, waarin het vingervlugge gitaarspel van Alvin Lee de hoofdrol speelt. Uitzonderingen zijn Year 3.000 blues (een country-achtig liedje) en Circles, een rustig akoestisch nummer. Alle nummers zijn geschreven door Alvin Lee. In zijn recensie op de site AllMusic schrijft Jim Newson: "Crikklewood Green is the best example of Ten Years After's recording sound". In deze recensie wordt het album vier en een halve ster toegekend, op een maximum van vijf. Geen enkel ander album van Ten Years After kreeg zo'n hoge rating.
| Nr. | Titel                         | Duur |
| --- | ----------------------------- | ---- |
| 1.  | Sugar the road                | 4:06 |
| 2.  | Working on the road           | 4:18 |
| 3.  | 50.000 miles beneath my brain | 7:39 |
| 4.  | Year 3.000 blues              | 2:27 |

| Nr. | Titel                       | Duur |
| --- | --------------------------- | ---- |
| 1.  | Me and my baby              | 4:18 |
| 2.  | Love like a man             | 7:32 |
| 3.  | Circles                     | 3:59 |
| 4.  | As the sun still burns away | 4:44 |

## Album
Dit album is opgenomen in 1969 in de Olympic Studios in Londen en uitgebracht in april 1970. Op het originele album staan acht tracks, op latere edities zijn twee bonustracks toegevoegd: Warm sun en To no one. Deze beide nummers zijn niet eerder verschenen. Het album is geproduceerd door Alvin Lee met als geluidstechnicus Andy Johns, die eerder gewerkt heeft met Led Zeppelin, Rolling Stones en anderen. In het nummer As the sun still burns away was de geluidstechniek in handen van George Chkiantz (eerder geluidstechnicus bij o.a. Hawkwind en Family). Op dit album staat een uitgebreide versie van Love like a man. Dat nummer is op single uitgebracht, waarbij de A-kant op 45 toeren moest worden gedraaid en de B-kant op 33 toeren. Op de A-kant staat een studioversie van 3:05 minuten en op de B-kant een liveversie van een optreden in de Fillmore East (7:56 minuten). Het album Cricklewood Green is in 1992 op compact disc uitgebracht.

## Ontvangst
Cricklewood Green werd, zowel artistiek als commercieel, goed ontvangen. Het album behaalde een veertiende plaats op de Amerikaanse Billboard Album Top 100. De single Love like a man is de enige single van Ten Years After die de Engelse hitparade haalde. Het bereikte een tiende plaats. De single stond 6 weken in de Nederlandse top 40 en behaalde in Nederland een 21ste plaats.